# Korcowo (obwód kostromski)
Korcowo (ros. Корцово) – wieś (sieło) w Rosji, w obwodzie kostromskim, w rejonie soligalickim. W 2010 liczyła 285 mieszkańców.